# Vinho Marsala
Marsala é um tipo de vinho fortificado produzido nos arredores da cidade que lhe dá nome, na Sicília, na Itália. A exemplo de outros vinhos regionais, tem denominação de origem controlada, que recebeu em 1969. O vinho foi invenção do comerciante inglês John Woodhouse em 1773, ao procurar um vinho siciliano que não estragasse na viagem até a Inglaterra. Posteriormente, o vinho foi aperfeiçoado pela família Whitaker.
Embora vinho não fortificado também seja produzido na região de Marsala, ele não se encaixa na denominação de origem.

## História
Provavelmente, o vinho fortificado Marsala foi popularizado fora da Sicília inicialmente por John Woodhouse. Em 1773, ele desembarcou no porto de Marsala e descobriu o vinho local produzido na região, que era envelhecido em barris de madeira e tinha um gosto similar aos vinhos fortificados portugueses e espanhóis então populares na Inglaterra. O vinho Marsala era, e continua sendo, produzido através de um processo chamado in perpetuum, que é similar ao processo de soleira usado para se produzir xerez, em Jerez de la Frontera, na Espanha.
Woodhouse percebeu que o processo de in perpetuum aumentava a graduação alcoólica do vinho e seu sabor alcoólico, mantendo ainda essas características mesmo após longas viagens de navio. Woodhouse acreditava que o vinho fortificado de Marsala poderia fazer sucesso na Inglaterra. De fato, o vinho fez tanto sucesso nesse país que Woodhouse voltou à Sicília e, em 1796, começou sua produção em massa e comercialização. Em 1806, Benjamin Ingham, chegando à Sicília vindo de Leeds, abriu novos mercados para o vinho Marsala na Europa e nas Américas.

Em 1833, o empreendedor Vincenzo Florio, um calabrês de nascimento e palermitano por adoção, comprou grandes faixas de terra entre os dois maiores produtores de Marsala e começou a realizar suas próprias colheitas, com castas ainda mais exclusivas de uva.
A família Florio adquiriu a empresa de Woodhouse, entre outras, no final do século XIX e consolidou a indústria de vinho marsala. Florio e Pellegrino são, atualmente, os maiores produtores de marsala.

## Características e tipos
O marsala é produzido com as uvas brancas Grillo, Inzolia, Catarratto e Damaschino, entre outras.
O marsala contém entre quinze e vinte por cento de graduação alcoólica. Os diferentes vinhos marsala são classificados de acordo com sua cor, doçura e duração de seu envelhecimento.
As classificações por doçura são:
- secco (com um máximo de quarenta gramas de açúcar residual por litro)
- semisecco (41 a cem gramas por litro)
- doce (mais de cem gramas por litro).

As classificações de cor são:
- Oro: tem cor dourada.
- Ambra: tem cor âmbar. A cor vem do adoçante mosto cotto adicionado ao vinho.
- Rubino: tem cor rubi. É feito com variedades de uva vermelha como Perricone, Nero d'Avola e Nerello Mascalese.[9]

As classificações por envelhecimento são:
- Fine: tem envelhecimento de pelo menos um ano.[10]
- Superiore: envelhece por pelo menos dois anos.
- Superiore riserva: envelhece por pelo menos quatro anos.
- Vergine e/ou soleras: envelhece por pelo menos cinco anos.
- Vergine e/ou Soleras Stravecchio e Vergine e/ou Soleras Riserva: envelhece por pelo menos dez anos.[7]

O vinho marsala é, tradicionalmente, servido como um aperitivo entre o primeiro e o segundo pratos da refeição. Atualmente, se costuma servir suas versões mais secas geladas, com parmesão (stravecchio), gorgonzola, roquefor e outros queijos temperados, e frutas e doces. As suas versões mais doces costumam ser servidas à temperatura ambiente, como um vinho de sobremesa. O vinho marsala costuma ser comparado com outro vinho siciliano, Passito di Pantelleria (o vinho de passa da ilha de Pantelária).

## Na cozinha
O vinho marsala é, frequentemente, usado na cozinha, especialmente na cozinha de origem italiana. O vinho marsala seco costuma ser usado para dar sabor aos alimentos. Um típico tempero à base de marsala envolve uma redução de marsala até se obter quase um xarope com cebolas e chalotas, adicionando, então, cogumelos e ervas. Uma das mais populares receitas com marsala é o frango ao molho marsala. O marsala também costuma ser empregado em risotos.
O marsala doce costuma ser usado em sobremesas italianas, como creme zabaione, tiramissu e tortas.